# Шифферс, Евгений Львович
Евгений Львович Шифферс (6 сентября 1934, Москва — 15 мая 1997, Москва) — режиссёр театра и кино, писатель, религиозный философ

, богослов.

## Биография
Родился в Москве. По отцу происходил из рода немецких дворян, поступивших в XIX веке на русскую службу. По матери — из армянского дворянского рода Пирадовых. Отец, Лев Владимирович (1900—1961) — дипломат, потом переводчик, мать, Евгения Васильевна (1900—1960) — актриса, затем сестра-хозяйка в чистопольском интернате, служащая профсоюза работников культуры.
Кровный брат — переводчик Лев Жданов (1924—1995).
Брат Владимир (род. 1930), морской офицер.
Л. В. Шифферс оказался в числе осуждённых по постановлению ЦК 1946 г. «О репертуарах драматических театров и о мерах по его улучшению» и лишился работы. Зарабатывал переводами. Семья жила в бедности в коммунальной квартире (детство описано самим Е. Шифферсом в автобиографическом тексте «Преодоление Гутенберга»).
Поступил по окончании школы на факультет журналистики МГУ. Однако из-за тяжёлого материального положения семьи вынужден был уйти из университета и поступить в артиллерийское училище. После училища — двухлетняя служба в армии. Во время службы на Урале Шифферс женился на Нурии Абдуловне Карликановой.
В ноябре 1956 года оказался в Венгрии, в составе советских войск, направленных на подавление восстания 1956 года. Был там контужен. В декабре родилась дочь Елена.
В 1958 году Евгений Шифферс был демобилизован по состоянию здоровья в звании лейтенанта. Последствия ранения вызывали хронические воспаления коры головного мозга.
В этом же году он поступил в Ленинградский институт театра, музыки и кино. Окончил его в 1964 году по классу Георгия Товстоногова.

## Работа в театре
Евгений Шифферс поставил на разных театральных площадках Ленинграда несколько спектаклей, ставших событием в театральной жизни города. Первым из них был спектакль «Сотворившая чудо» по пьесе У. Гибсона, дипломная работа Шифферса. Потом были «Антигона» Ж. Ануйя, «Ромео и Джульетта» Шекспира, «Маклена Граса» М. Кулиша, «Кандидат партии» А. Крона, «Что тот солдат, что этот» Б. Брехта.
Обвинённый партийным руководством в «формализме», Шифферс был лишён возможности работать в ленинградских театрах.
В 1966—1967 годах был снят фильм «Первороссияне», концепция и постановка которого целиком принадлежали Шифферсу (официальным режиссёром-постановщиком считался Александр Иванов). Новаторский по своей эстетике фильм также был не принят партийными кураторами кинематографа и на широкий экран не вышел.
С начала 1960-х годов Шифферс пишет художественную прозу (рассказы и повести, пьесы, сценарии) и театроведческие тексты. Во время съёмок фильма написаны первые части большого и сложного по составу произведения, «романа» «Смертию смерть поправ».
В 1967 году, не имея возможности работать в Ленинграде, переезжает в Москву. Здесь он пытается продолжить свою работу как театральный режиссёр

 — ставит в театре «Современник» спектакль «Народовольцы» совместно с Олегом Ефремовым, сотрудничает в Театре на Таганке с Юрием Любимовым и создаёт ещё несколько не получивших сценического воплощения театральных проектов. Но и здесь, несмотря на неизменное восхищение профессионалов его театральным искусством, новаторство Шифферса, он не может реализовать свои планы. Последняя осуществлённая Шифферсом театральная работа — спектакль «Прежде чем пропоёт петух» в театре в Каунасе (1973).
Позже театральные, историософские и педагогические идеи Шифферса оформляются в виде проекта Мемориального Театра Достоевского, или «Театра Мёртвого Дома».

## Позднее религиозное, философское, литературное творчество
Важнейшим переломным моментом его жизни стала зима 1967—1968 годов. Не сумев по возвращении в Москву из Ленинграда трудоустроиться, он не мог получить прописку и вынужден был зимовать на даче своих друзей в Тарусе. В это время он завершает роман «Смертию смерть поправ», интенсивно занимается самообразованием. Пережитый в этот период мистический опыт (видения с религиозным содержанием, позже описанные в очерке «Опыт Будды-ко-Христу») сыграли определяющую роль для всей последующей жизни. Последующие религиозные искания были во многом посвящены осмыслению этого опыта.
В этот же период развиваются его отношения с актрисой Ларисой Михайловной Данилиной. Вскоре он вступает с ней в новый брак. В 1970 году рождается вторая дочь Мария. Ей посвящено и к ней обращено многое из написанного в последующие годы.
В конце 1960-х Шифферс активно общается с широким кругом столичной гуманитарной интеллигенции. В составе его дружеского окружения художники Э. Неизвестный, Э. Штейнберг, Илья Кабаков, В. Янкилевский, Михаил Шварцман, писатель Владимир Максимов, философы Александр Пятигорский, Давид Зильберман, Олег Генисаретский, Юрий Карякин, индолог Борис Огибенин и другие.
В конце 1960-х и в 1970-е годы написан целый ряд произведений богословского и религиозно-философского содержания — «Обрезанное сердце», «Инок», «Богооставленность», «Параграфы к философии ученичества», «Белый отрок» и др. Философскому и религиозному обоснованию художественного творчества посвящены эссе о друзьях-художниках, сборник «Памятник».
В начале 1980-х годов Е. Л. Шифферс резко сокращает общение, ограничивает его семьей и кругом ближайших друзей. Его здоровье ухудшается.
В 1980-е годы в центре внимания оказывается философское и теологическое осмысление особенностей исторического пути России, темы русской святости (в первую очередь, св. Серафим Саровский) и русской гениальности (Пушкин, Достоевский, К. Леонтьев, о. П. Флоренский). В этот период написаны пьеса «Русское море», сборник «О наречении патриарха» и др.
С конца 1970-х и до конца жизни важнейшей для Шифферса становится найденная им форма творческой самореализации: рукописные тетради с коллажами. Эти тетради были предназначены для хранения в семье, и демонстрировались лишь немногим гостям. Он назвал это «преодоление Гутенберга», то есть осознанный отказ от установок современной культуры на массовый общедоступный творческий "продукт". 
В 1979 году был награждён ленинградской диссидентской премией Андрея Белого.
В 1989 году принимает участие в съёмках художественно-публицистического фильма об Эрнсте Неизвестном «В ответе ль зрячий за слепца?» (реж. В. Бондарев).
В последнее десятилетие жизни Шифферса главной темой его размышлений стали жизнь и мученический подвиг царской семьи. В 1991 году он снял фильм-медитацию «Путь царей» — мистическое расследование убийства в Екатеринбурге.
Позднее результаты работы над этой темой оформляются в виде особых рукописных сборников, получивших название «папки». Они получили названия «Свастика святой Аликс», «Самадхи», «Анафема. Убийство. Имущество». В своих исследованиях Шифферс использует астрологию.
С 1990 года до своей смерти Шифферс являлся сотрудником Независимого методологического университета. На его базе уже после смерти Шифферса был создан Институт опережающих исследований имени Е. Л. Шифферса (директор — Ю. В. Громыко). Ближайшими адресатами последних произведений Шифферса были сотрудники этого коллектива.
В 1990-е Шифферс обдумывает проект шестисерийного фильма, продолжающего расследование, начатое в «Пути царей». Осуществлён только тридцатиминутный видеофильм «Путь царей. Расследование» (9 марта 1997 года), ставший завещанием Шифферса.
15 мая 1997 года у себя дома умер от третьего инфаркта. Похоронен в Санкт-Петербурге, на Богословском кладбище, в могиле родителей.
В 2009 году был показан восстановленный и оцифрованный первый фильм Шифферса «Первороссияне» (впервые показан на Московском международном кинофестивале).

## Опубликованные произведения
- Смертию смерть поправ. М.: Русский институт, 2004
- Религиозно-философские произведения. М.: Русский институт, 2005
- Пространство // Московский журнал. 1991
- Отношение христианства к самоубийству // Искусство кино. 1991
- Переписка с Д.Зильберманом. Опыт Будды-ко-Христу. Параграфы к философии ученичества // О. Генисаретский, Д. Зильберман. О возможности философии. М.: Путь, 2001
- Алмазная Лавра: поиск архитектурной формы, сокрытой в гениальных русских стихах. Записки о морфологии культуры «святая Русь» // Эсхатологический сборник: Алетейя, 2006
- К проекту парка Ла-Виллет в Париже. Русские. Для А. К. («Колесо „перерождений“ вращается…») // Антропологические матрицы XX века. Л. С. Выготский — П. А. Флоренский. Несостоявшийся диалог. — Приглашение к диалогу. М.: Прогресс-Традиция, 2007
- Jevgenije Šifers. Smrću smrt uništiv. Beograd: DERETA, 2009 (сербск.)
- Преодоление Гутенберга (факсимильное издание семейного альбома с приложением переписки и статьи Е. Л. Шифферса о творчестве художника Э. Штейнберга). М., 2012.
- Размышление о 64 слове св. Симеона Нового Богослова // Волшебная Гора: Традиция. Религия. Культура (альманах).№ XVI. М., 2012.

### Театральные постановки
- Сотворившая чудо (Ленинградский ТЮЗ, 1963)
- Антигона (Дворец работников искусств имени Станиславского, Ленинград, 1964)
- Ромео и Джульетта (Ленинградский театр имени Ленинского Комсомола, 1964)
- Маклена Граса (Ленинградский областной театр драмы и комедии, 1964—1965)
- Кандидат партии (Ленинградский областной театр драмы и комедии, 1964—1965)
- Прежде чем пропоёт петух (Каунасский театр, 1974)

### Кинофильмы

#### Режиссёр
- Первороссияне (Ленфильм, 1967)
- Путь царей (Нева, 1991)

#### Участие в фильмах
- В ответе ль зрячий за слепца? (Мосфильм, 1989)

## О Шифферсе
- Громыко Ю. В. Роман Е. Л. Шифферса и мы: текст самодиагностики // Е. Л. Шифферс. Смертию смерть поправ. М.: Русский институт, 2004.
- Генисаретский О. И. Читая Шифферса // Е. Л. Шифферс. Религиозно-философские произведения. М.: Русский институт, 2005.
- Игнатьева Мария. Евгений Шифферс. Смертию смерть поправ (недоступная ссылка) // Знамя 2005, № 8.
- Немцев М. Ю. «Эзотерическое сообщество» и антропологические знания в позднем советском обществе // Антропологии / Anthropologies 2023, №1, с. 60-91.
- Рокитянский В. Р. Наследие Е. Л. Шифферса: попытка систематического описания. // Этнометодология: проблемы, подходы, концепции. Вып. 9. М.: 2003. С. 67-135 (анотированный каталог Архива Е. Л. Шифферса)
- Рокитянский В. Р. Приложение к произведениям Е.Шифферса: Комментарии. Библиография. Указатели.
- Рокитянский В. Р. Театр Евгения Шифферса — Петербургский театральный журнал 2007 № 2 (48)
- Рокитянский В. Р. Нужно искать святого // Волшебная гора. № XVI. М., 2012.
- Рокитянский В. Р. В поисках Шифферса
- Живой журнал http://elshiffers.livejournal.com/ (тексты Е. Л. Шифферса и о нём, аудиозаписи его выступлений и лекций, перечень ссылок на публикации Шифферса и о нём в Интернете)